# Parabothus amaokai
Parabothus amaokai is een straalvinnige vissensoort uit de familie van botachtigen (Bothidae). De wetenschappelijke naam van de soort is voor het eerst geldig gepubliceerd in 1983 door Parin.